# National Indian Brotherhood
National Indian Brotherhood (NIB) és una associació dels amerindis nord-americans o Primeres Nacions del Canadà.
Funciona com una federació de 15 organitzacions provincials i territorials del Canadà, com l'Assemblea dels Iroquesos i Nacions Aliades. Esdevé portaveu dels indis amb estatut, coordinació i reivindicació sobre terres, medi ambient, drets de cacera i pesca, règim fiscal i pol·lució.